# Lastreopsis barteriana
Lastreopsis barteriana är en träjonväxtart som först beskrevs av William Jackson Hooker, och fick sitt nu gällande namn av Tard. Lastreopsis barteriana ingår i släktet Lastreopsis och familjen Dryopteridaceae. Inga underarter finns listade.